# Parafia Niepokalanego Serca Najświętszej Maryi Panny w Marcinkowicach
Parafia Niepokalanego Serca Najświętszej Maryi Panny w Marcinkowicach – parafia rzymskokatolicka, znajdująca się w diecezji tarnowskiej, w dekanacie Nowy Sącz Zachód.